# Mikhail Afanasievich Bulgakov
Mikhail Afanasyevich Bulgakov (tiếng Nga: Михаил Афанасьевич Булгаков, IPA: [mʲɪxɐˈil ɐfɐˈnasʲjɪvʲɪdʑ bʊlˈɡakəf]; 15 tháng 5 [lịch cũ 3 tháng 5] năm 1891 – 10 tháng 3 năm 1940) là một nhà văn, bác sĩ, và nhà biên kịch người Liên Xô hoạt động tích cực vào nửa đầu thế kỷ 20. Ông nổi tiếng nhờ cuốn tiểu thuyết Nghệ nhân và Margarita, được xuất bản sau khi ông qua đời, và nó được gọi là một trong những kiệt tác của thế kỷ 20.
Ngoài ra, ông cũng nổi tiếng nhờ cuốn tiểu thuyết Bạch vệ; vở kịch Ivan Vasilievitr , Chạy trốn, và Những ngày tháng của anh em Turbin; và những tác phẩm khác vào thập niên 1920 và 1930. Ông chủ yếu viết về sự khủng khiếp của Nội chiến Nga và số phận của những trí thức và sĩ quan Nga của Bạch quân bị bắt trong cách mạng và Nội chiến.
Một vài tác phẩm của ông (Chạy trốn, tất cả các tác phẩm của ông từ năm 1922 và 1926, và các tác phẩm khác) đã bị chính phủ Liên Xô và cá nhân Joseph Stalin cấm, sau khi họ quyết định rằng chúng "tôn vinh cuộc di tản và các tướng Bạch vệ". Mặt khác, Stalin rất thích vở kịch Những ngày tháng của anh em Turbin và có báo cáo cho biết Stalin đã xem vở kịch 15 lần.

## Tiểu sử và sự nghiệp
Mikhail Afanasyevich Bulgakov sinh ngày 15 tháng 5 năm 1891 tại thành phố Kiev, nay là thủ đô của Ukraina. Mikhail là con cả trong một gia đình có bố là một giáo sư về thần học dạy học ở một trường dòng và biết nhiều thứ tiếng; mẹ cũng là người có học và là con gái một mục sư. Mikhail từ nhỏ thông minh, được học hành chu đáo.
Năm 1916, sau khi tốt nghiệp chuyên ngành y khoa tại Đại học Tổng hợp Kiev, trong khi Chiến tranh thế giới thứ nhất đang diễn ra, ông xin ra mặt trận với tư cách người tình nguyện của Hội Chữ thập đỏ.
Trong hai năm 1918, 1919, Bulgakov hành nghề y ở Kiev và đây là lúc ông chứng kiến sự chiếm đóng của quân Đức và sau đó là Hồng quân Liên Xô đối với thành phố quê hương. Trong suốt những năm chiến tranh này, ông đã phải sử dụng nhiều morphine nhưng nhờ sự giúp đỡ của vợ, ông đã tránh được việc bị nghiện loại thuốc này. Năm 1920, Bulgakov từ bỏ nghề y do đam mê viết lách. Ông bắt đầu viết truyện ngắn cho một số tờ báo.
Năm 1921, Bulgakov chuyển tới sống ở Moskow, nơi ông làm việc trong phòng văn học của Ủy ban nhân dân về Giáo dục (tương đương với Bộ Giáo dục) và cộng tác với rất nhiều tờ báo. Cuốn tiểu thuyết mang đậm chất tự truyện Bạch vệ (The White guard, 1926, xuất bản đầy đủ 1966) là một bức tranh về thời kỳ hỗn loạn từ năm 1914 đến năm 1921 phản chiếu qua cuộc sống của một gia đình Bạch vệ quân ở Ukraine. Hai phần đầu của cuốn sách được đăng trên tờ Rossiya, tờ báo bị đình bản trước khi tác giả kịp cho đăng tiếp phần thứ ba.
Bulgakov hợp tác với Nhà hát Nghệ thuật Moskow từ năm 1925. Ông viết và dàn dựng nhiều vở kịch được đông đảo công chúng yêu thích. Những phê phán của Bulgakov đối với bộ máy chính quyền Xô Viết bắt đầu xuất hiện trong các sáng tác của ông. Ông viết tiểu thuyết Trái tim chó (The heart of a dog, 1925) như một tác phẩm châm biếm đời sống Xô Viết dưới vỏ bọc khoa học viễn tưởng. Tác phẩm bị cấm xuất bản. Trong truyện, nhân vật chính của tiểu thuyết Những linh hồn chết (Dead souls) của Gogol bị lạc trong thời kỳ nước Nga Xô Viết thực hiện chính sách kinh tế mới (1921-1927). Một tác phẩm khác của Bulgakov, Diaboliad (1925) miêu tả một viên chức nghèo trong bộ máy quan liêu khổng lồ nơi anh ta đánh mất cả nhân dạng lẫn cuộc đời mình.
Trong năm 1928, Bulgakov có ba vở kịch được trình diễn trong các nhà hát Moskow, bao gồm Căn hộ của Zoya (Zoya's Apartment), Đảo đỏ (The Crimson Island) và vở Những ngày của gia đình Turbin (Days of the Turbins) chuyển thể từ tiểu thuyết Bạch vệ của ông. Vở diễn mang lại thành công bất ngờ cho tác giả mặc dù nó cũng nhận được những nhận xét ác ý đối với sự thông cảm của tác giả đối với các sĩ quan Bạch vệ. Tuy nhiên, thật nghịch lý, Bạch vệ chính là một trong những tác phẩm yêu thích của Stalin. Tác phẩm bị cấm năm 1929, lệnh cấm được bỏ năm 1932 nhưng phải tới năm 1955 nó mới chính thức được xuất bản.
Trong thập niên 30 của thể kỷ XX, tác phẩm của Bulgacov xuất bản rất ít. Khi Bulgacov xin chính quyền Xô Viết cho phép ông di cư, Stalinđã gọi điện cho ông và sau đó nhà văn được cử làm trợ lý sản xuất chương trình cho Nhà hát Nghệ thuật Moskow. Ông phóng tác các tác phẩm cổ điển để trình diễn trên sân khấu. Cuối thập niên 30, ông viết lời cho các vở nhạc kịch và làm cố vấn ở nhà hát Bolshoi. Tuy nhiên, sự thích thú của Stalin đối với tác phẩm của ông chỉ giúp cho Bulgacov khỏi bị bắt còn các tác phẩm của ông vẫn không được xuất bản.
Tác phẩm quan trọng nhất của Bulgakov là Nghệ nhân và Margarita, một huyền thoại về quỷ sứ, trá hình dưới dạng một giáo sư. Tác phẩm đã bị đình bản bởi Bulgakov từ chối thay đổi theo yêu cầu của nhà cầm quyền. Bản in đầu tiên được chính quyền Xô Viết cho phép là vào năm 1966-1967, bản thứ hai đầy đủ hơn xuất hiện năm 1973 và một bản đầy đủ được in năm 1989.
Trong cuộc đời mình, Bulgakov kết hôn ba lần, với Tatyana Nikolayevna Lappa (1913), với Lyubov Yevgenevna Belozerskaya (1924), và Yelena Sergeyevna Shilovskaya (1932). Elena là người đã dành cho ông sự ủng hộ vô giá khi ông sáng tác Nghệ nhân và Margarita cũng như chịu đựng chứng hoang tưởng của nhà văn.
Bulgakov mất trong khi ông đang viết dở Tuyết đen, một tác phẩm tiểu thuyết-kịch, vào ngày 10 tháng 3 năm 1940.Tới thập niên 1980, toàn bộ tác phẩm của nhà văn mới được xuất bản trên chính tổ quốc ông.

## Tác phẩm

### Văn xuôi
- Cổ họng bằng thép (Стальное горло,1919) truyện vừa
- Bạch vệ (Белая гвардия, 1922-1924) tiểu thuyết [The White Guard]
- Ghi chép trên ống tay áo (Записки на манжетах, 1923) truyện vừa
- Ổ quỷ (Дьяволиада, 1923) truyện vừa [Diaboliad]
- Bút ký của một bác sĩ trẻ (Записки молодого врача,1925-1927) truyện vừa [A Country Doctor"s Notebook]
- Những quả trứng định mệnh (Роковые яйца,1924) truyện vừa [The Fatal Eggs]
- Trái tim chó (Собачье сердце, 1925, xuất bản 1968) truyện vừa [Heart of a Dog]
- Morfi (Морфий, 1926) truyện vừa
- Nghệ nhân và Margarita (Мастер и Маргарита, viết 1928-1940, xuất bản bị cắt xén 1967, xuất bản đầy đủ 1973) tiểu thuyết [The Master and Margarita]
- Tiểu thuyết sân khấu (Театральный роман, 1936-1937) tiểu thuyết [Black snow: Theatrical Novel]
- Tuyết đen (viết 1940, không hoàn thành, xuất bản 1967) tiểu thuyết-kịch

### Kịch
- Căn hộ của Zoia (Зойкина квартира, 1926) kịch [Zoya's apartment]
- Địa vị tôi đòi của lũ đạo đức giả (Кабала святош, 1929) kịch về Moliere [Moliere]
- Chạy trốn (Бег, 1926-1928) kịch [Flight]
- Những ngày tháng của anh em Turbin (Дни Турбиных, 1926) kịch [The Days of The Turbins]
- Đảo thắm (Багровый остров, 1927), kịch
- Niềm khoái lạc (Блаженство, 1934) kịch
- Ivan Vasilievitr (Иван Васильевич (1936) kịch
- Những ngày cuối cùng (Последние дни, 1935) kịch về Aleksandr Pushkin [The Last Days]

### Tư liệu
- Cuộc đời Molière, 1962

### Tác phẩm đã dịch sang tiếng Việt
- Nghệ nhân và Margarita, Đoàn Tử Huyến dịch, Nhà xuất bản Cầu Vồng (Liên Xô, hợp tác với Nhà xuất bản Tác phẩm Mới), Moskva, 1889; Nhà xuất bản Lao động, 2005.
- Trái tim chó, Đoàn Tử Huyến dịch, Nhà xuất bản Văn Học, 1988, 1997, Nhà xuất bản Thế giới, 2004 (in song ngữ)
- Những quả trứng định mệnh, Đoàn Tử Huyến dịch, Nhà xuất bản Văn Học, 1996, Nhà xuất bản Thế giới, 2004 (in song ngữ)
- Tuyển tập văn xuôi M. Bulgacov, Đoàn Tử Huyến dịch, Nhà xuất bản Văn Học, 1996,
- Alexandr Puskin, kịch về A.Puskin, Đoàn Tử Huyến dịch, in trong: Alexandr Puskin. Tuyển tập tác phẩm (5 tập), tập Kịch, tiểu luận, thư từ, Nhà xuất bản Văn Học, 1996.

## Xem thêm

Памятники
Открытый в октябре 2007 года памятник Булгакову возле его дома-музея в Киеве
Мемориальная доска на доме в Киеве, где жил Булгаков
Мемориальная доска Булгакова во Владикавказе
двор в Марьиной Роще Москвы (ул. Советской Армии, 13)
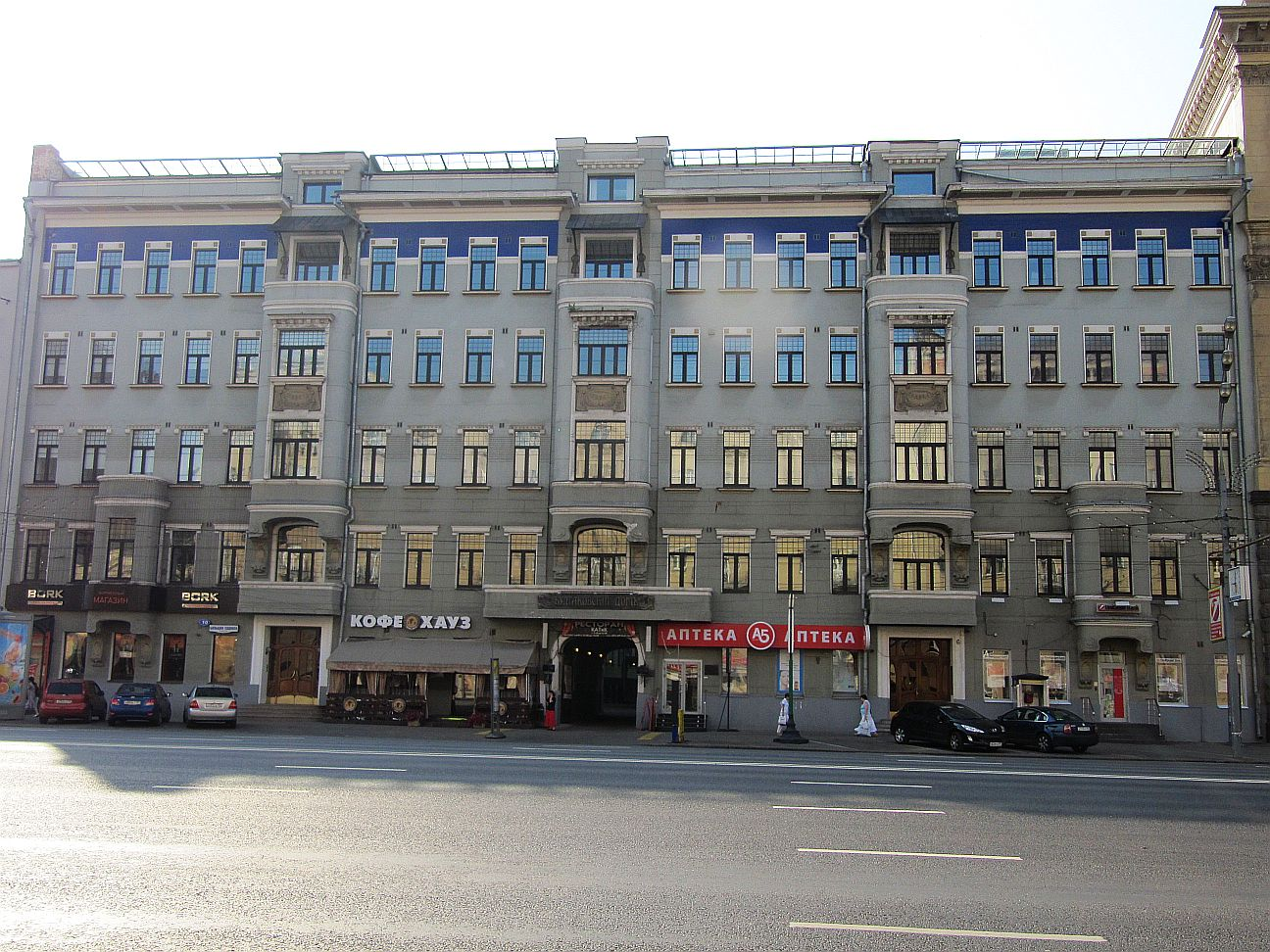
Булгаковский Дом в Москве
Фагот (Коровьев) и кот Бегемот. Рядом с ними позирует живой кот Бегемот, принимающий участие в спектаклях